# 夢仙亭崖墓群
夢仙亭崖墓群位於四川省瀘州市龍馬潭區，文物遺址年代判定為漢代。2007年6月1日公佈為四川省第七批文物保護單位。